# Fatal Love
Fatal Love è un album del gruppo musicale sudcoreano Monsta X del 2020.

## Tracce
1. Love Killa – 3:02
2. 갈증 – 3:58
3. Thriller – 3:39
4. Guess Who – 3:25
5. Nobody Else – 3:02
6. BEASTMODE – 3:15
7. 대동단결 – 3:03
8. Night View – 3:09
9. Last Carnival – 2:54
10. Sorry I’m Not Sorry – 3:27